# Limnas stelleri
Limnas stelleri är en gräsart som beskrevs av Carl Bernhard von Trinius. Limnas stelleri ingår i släktet Limnas och familjen gräs. Inga underarter finns listade i Catalogue of Life.